# Dassault Mirage F1
Dassault Mirage F1 är ett franskt stridsflygplan byggt av Dassault Aviation.

## Bakgrund
Trots att föregångaren Mirage III var ett framgångsrikt stridsflygplan var nackdelarna med deltavingen uppenbara; lång start- och landningssträcka, snabb fartförlust vid manövrering, högt luftmotstånd i överljudsfart och skakig flygning på låg höjd. För att komma tillrätta med de nackdelarna utvecklade Dassault flera olika varianter av Mirage III, bland annat Mirage IIIV med VTOL-kapacitet och Mirage IIIG med variabel vinggeometri.
Tidigt 1964 fick Dassault ett kontrakt för att utveckla en efterföljare till Mirage III. Prototypen var tvåsitsig med mindre rakare pilvinge och en konventionell stjärt med stabilisatorer och fena. Versionen fick beteckningen F2 och valdes av Armée de l'Air, men byggdes bara i ett exemplar pga ändringar i kravspecifikationen.
På eget initiativ utvecklade Dassault parallellt en mindre variant med effektivare jetmotor kallad Mirage F1 och fick Armée de l'Air att välja den istället. Jämfört med Mirage III hade den bättre manövrerbarhet och 40 % mer bränsle vilket gav dubbelt så lång räckvidd eller tre gånger så lång tid i överljudsfart.

## Användare
Flygplanet används eller har använts av följande länder:
- Ecuadors flygvapen (1979-2011)
- Frankrikes flygvapen (1973-2014)
- Greklands flygvapen (1975-2003)
- Islamska republiken Irans flygvapen
- Iraks flygvapen
- Jordaniens flygvapen
- Kuwaits flygvapen
- Libyens flygvapen
- Marockos flygvapen (1978-)
- Qatars flygvapen
- Sydafrikas flygvapen (1975-1997)[5]
- Spaniens flygvapen (1975-2013)

## Varianter

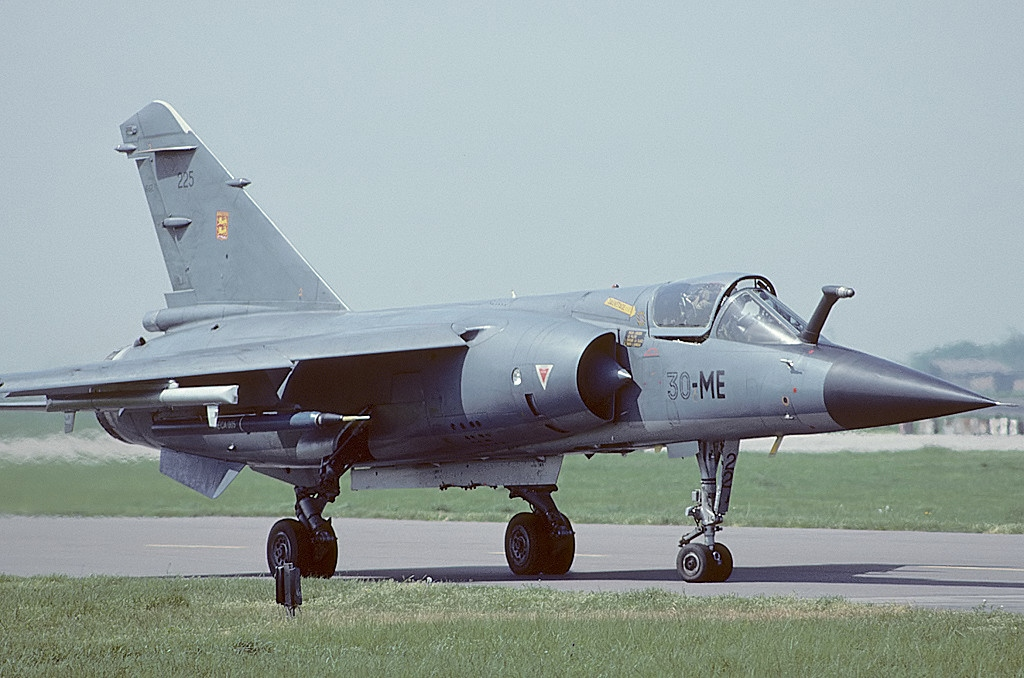
Mirage F1C-200

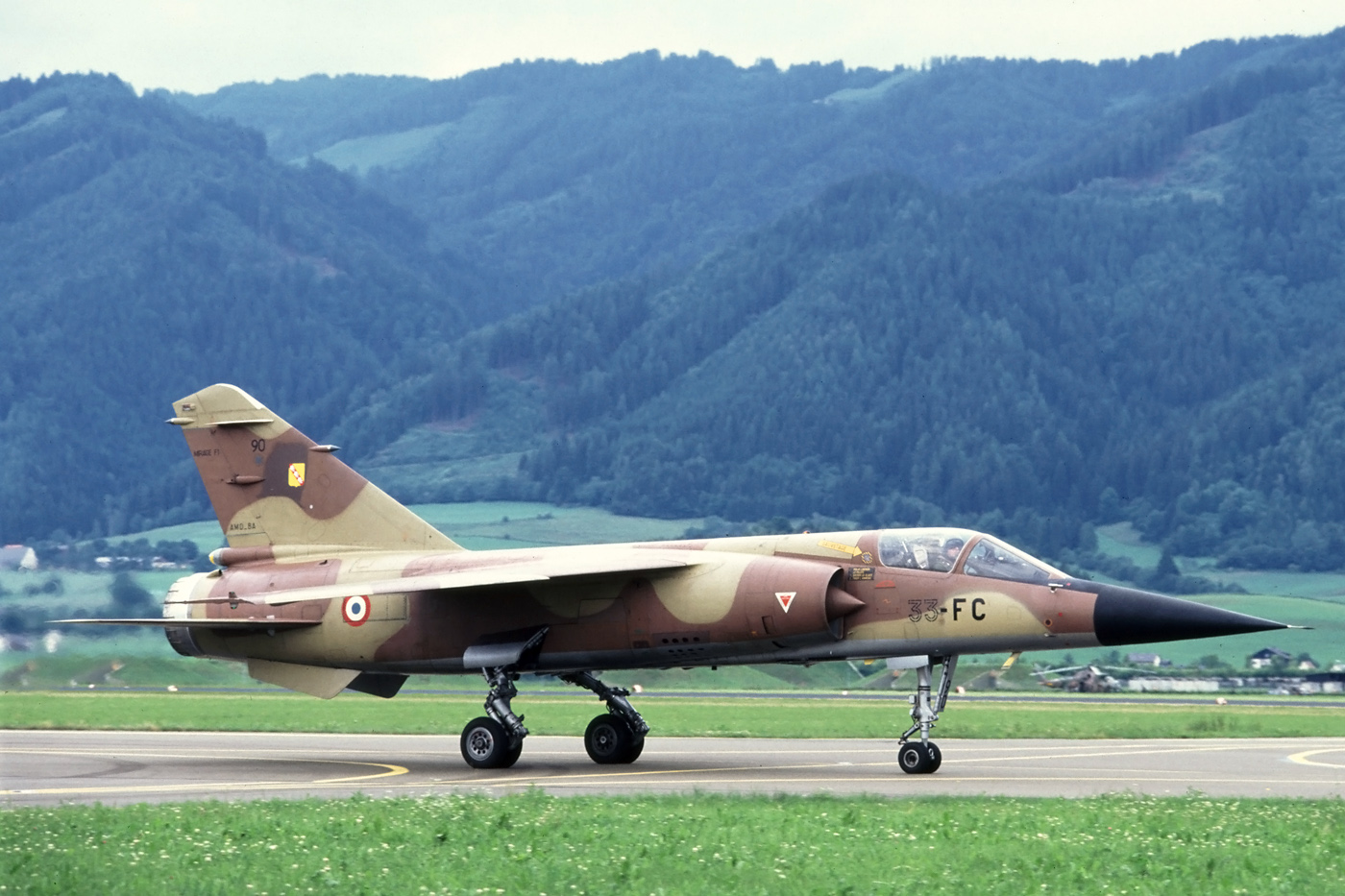
Mirage F1C

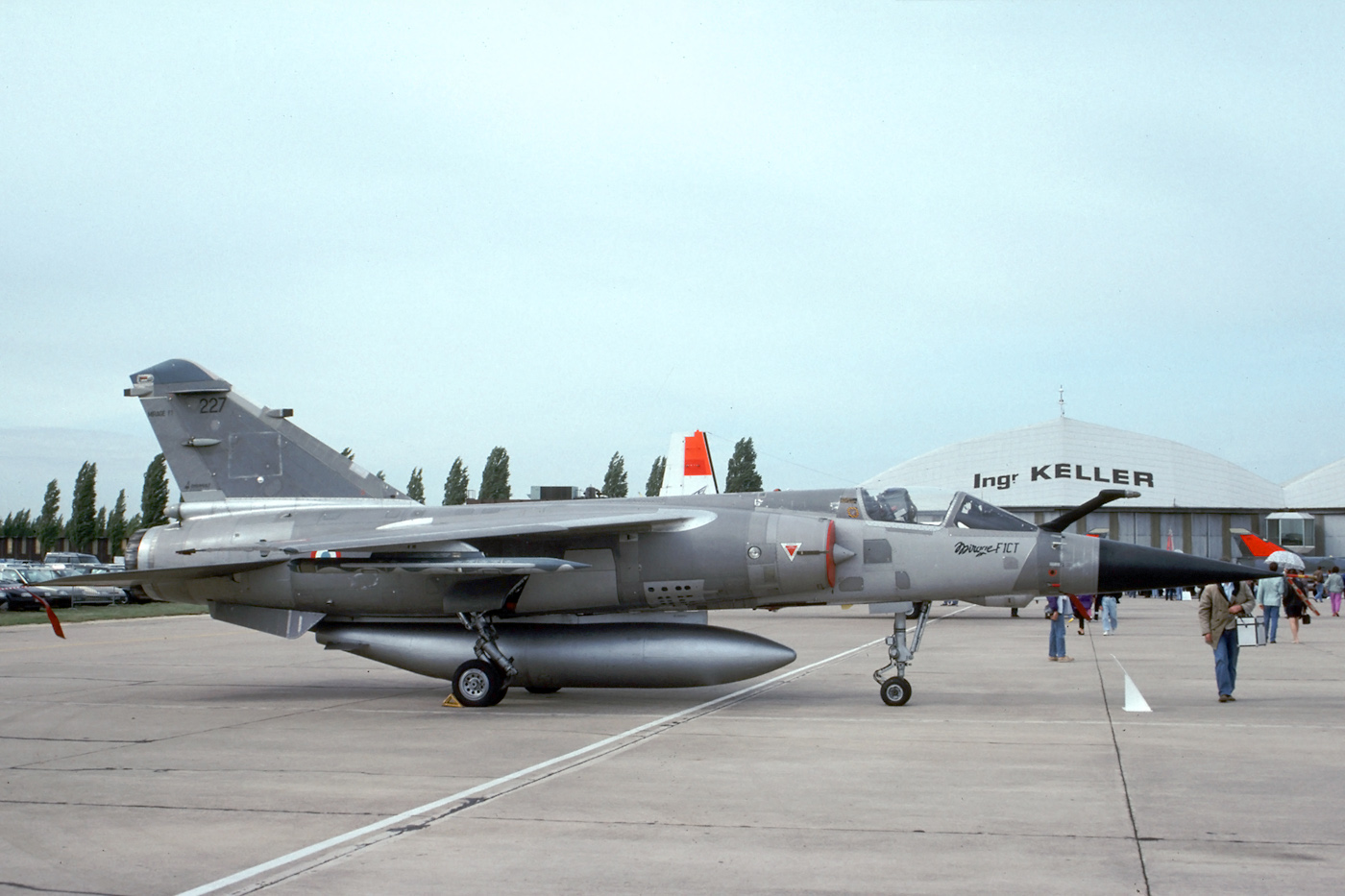
Mirage F1CT

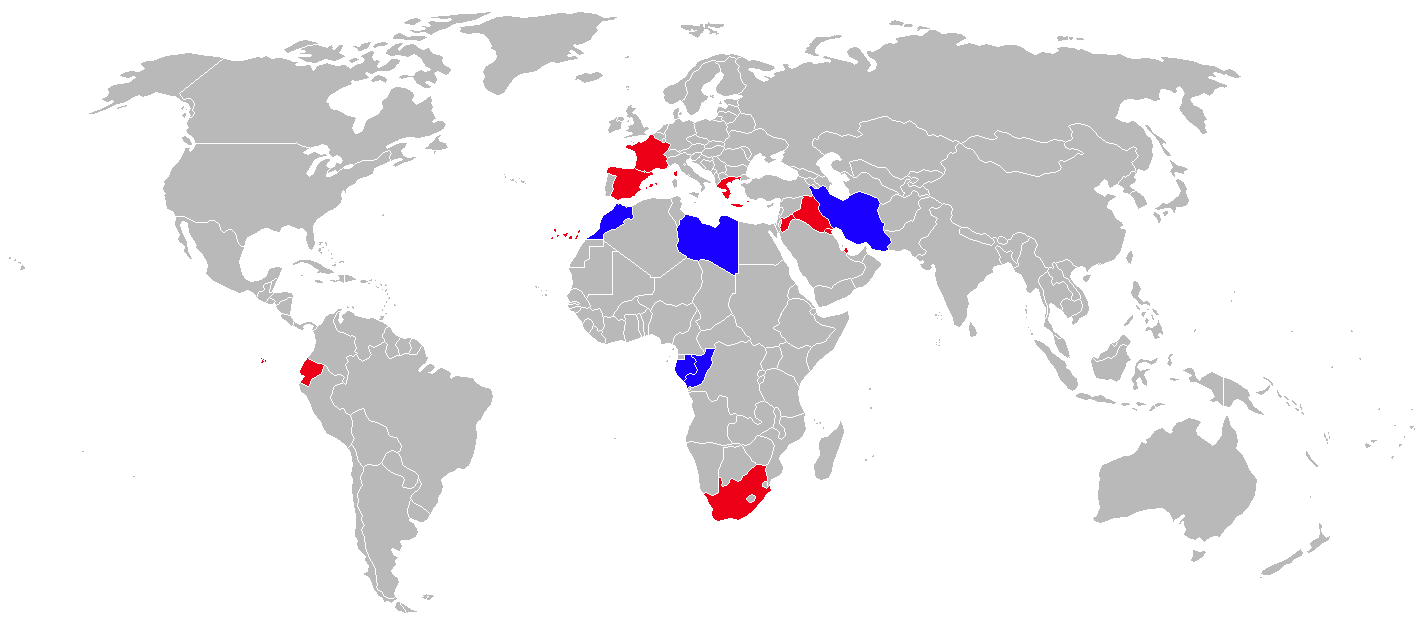
Länder som använt (rött) eller juni 2014 använder (blått) Mirage F1.

- F1.A – förenklad exportmodell med attackradarn AIDA 2
- F1.B – tvåsitsig skolversion baserad på F1.C
- F1.C – jaktflygplan med attackkapacitet och radarn Cyrano IV-0
- F1.D – tvåsitsig skolversion baserad på F1.E
- F1.E – enhetsflygplan med radarn Cyrano IV-1
- F1.R – spaningsversion

Dessa är de sex huvudmodellerna. Utöver dem finns en större mängd exportmodeller och uppgraderingar anpassade för olika kunder. Bland annat med lufttankningsbom, moderniserad Cyrano IV-2 och IVM radar eller Agave-radar för användning med Exocet-robotar.